# Henry John Heinz III
Henry John Heinz III o John Heinz (Pittsburgh, 23 ottobre 1938 – Montgomery, 4 aprile 1991) è stato un politico e imprenditore statunitense. Faceva parte del Partito Repubblicano  e rappresentava lo stato della Pennsylvania in entrambe le camere del Congresso.

## Biografia
Heinz era un bisnipote ed erede di Henry John Heinz, fondatore della compagnia alimentare H.J. Heinz Company. Era sposato con Teresa Simoes Ferreira, che divenne la moglie di John Kerry dopo la sua morte. Dopo essersi diplomato alla Phillips Exeter Academy, si è laureato nel 1960 in Storia, Arti e Lettere alla Yale University, e nel 1963 ha preso la seconda laurea alla Harvard Business School. Lo stesso anno è entrato a far parte della United States Air Force. Dal 1971 al 1976 è stato membro della Camera dei rappresentanti degli Stati Uniti, poi è stato eletto senatore degli Stati Uniti. Fu rieletto nel 1982 e nel 1988, investendo ogni volta notevoli somme di denaro nella sua campagna elettorale.
Heinz morì in un incidente del suo aereo privato, in cui altre sei persone ne furono vittime. Il suo aereo aveva problemi di flap e un elicottero si alzò in volo per investigare sul problema. I due velivoli si scontrarono e si schiantarono contro una scuola dove colpirono due bambini che giocavano. Una scuola e diversi istituti di ricerca prendono il nome di Heinz. Nel 1991, anno della sua morte, è stato eletto membro dell'American Philosophical Society.